# Станкевич, Сильвестр Львович
Сильве́стр Льво́вич Станке́вич (31 декабря 1866, Волынская губерния — 11 марта 1919, Таганрог, Юг России) — генерал-лейтенант, герой Китайского похода 1900 года и Первой мировой войны.

## Биография
Родился 31 декабря 1866 года, происходил из дворян-однодворцев Волынской губернии. Начальное образование получил в Ровенском реальном училище, после чего 29 июня 1888 года был зачислен в Киевское пехотное юнкерское училище.
1 сентября 1891 года выпущен из училища подпоручиком в 60-й пехотный Замосцкий полк. 
1 сентября 1895 года был произведён в поручики. Некоторое время спустя переведён в 12-й Восточно-Сибирский стрелковый полк.
В 1900—1901 годах Станкевич принимал участие в Китайском походе. Командуя сводной десантной ротой своего полка он 3 июня 1900 года высадился с крейсера «Адмирал Корнилов» в устье реки Пейхо и на следующий день в рядах международного десанта участвовал в штурме фортов Таку. Он первым ворвался в Северо-Западный форт. За этот подвиг поручик Станкевич высочайшим приказом от 13 июня был награждён орденом св. Георгия 4-й степени. По причине того, что забыл захватить с собой на штурм русский флаг Станкевич прибил к флагштоку погон унтер-офицера своей роты. В конце 1900 года Станкевич был произведён в штабс-капитаны (со старшинством от 1 мая 1900 года). В 1902 году за отличия против китайцев он получил орден св. Анны 3-й степени с мечами и бантом, а в следующем году — орден св. Станислава 2-й степени с мечами. 1 сентября 1903 года произведён в капитаны.
В 1904—1905 году Станкевич, командуя ротой 15-го Восточно-Сибирского полка, принимал участие в русско-японской войне. Здесь он был награждён орденами св. Анны 2-й степени с мечами и св. Владимира 4-й степени с мечами и бантом. В начале 1905 года произведён в подполковники (со старшинством от 4 июля 1904 года) и 9 февраля награждён золотым оружием с надписью «За храбрость». Вскоре назначен командиром батальона.
4 июля 1905 года Станкевич был произведён в полковники и 9 июня 1913 года назначен командиром 14-го стрелкового полка, в том же 1913 году награждён орденом св. Владимира 3-й степени. На должности полкового командира он встретил начало Первой мировой войны.
7 августа 1915 года Станкевич за боевые отличия был произведён в генерал-майоры (со старшинством от 30 августа 1914 года) и назначен командиром 1-й бригады 4-й стрелковой дивизии, а 3 ноября 1915 года награждён орденом св. Георгия 3-й степени
За то, что в бою 8-го ноября 1914 года, состоя командиром 14-го Стрелкового Генерал-Фельдмаршала Гурко полка и предводительствуя под сильным и действительным огнём противника, как вверенным ему полком так и 15-м стрелковым Его Величества Короля Черногорского Николая I полком, стремительной атакой овладел сильно укреплённой и занятой значительными силами противника позицией на высоте 706 и станцией Стар. Лубков. При этом взял в плен 10 офицеров и 1000 нижних чинов и захватил 2 пулемета и обоз. Эта блестящая атака не только облегчила наступление всей 4-й стрелковой бригады, но и открыла путь частям 15-й пехотной дивизии на Обшарь Полоту
Отличился в ходе Луцкого прорыва. С сентября 1916 года командовал 4-й стрелковой дивизией. 25 августа 1917 года произведён в генерал-лейтенанты с назначением командиром 2- армейского корпуса, а с января 1918 года — 2-го Польского корпуса. 28 марта 1918 был смещен Советом Второго польского корпуса с должности командира.
После Октябрьской революции Станкевич присоединился к Добровольческой армии и с 9 октября 1918 года командовал стрелковой бригадой 4-й дивизии, а 15 ноября возглавил 1-ю дивизию. Заболел тифом и скончался 11 марта 1919 г. в Таганроге.

## Награды
- Орден Святого Георгия 4-й степени (13.06.1900)
- Орден Святой Анны 3-й степени с мечами и бантом (1902)
- Орден Святого Станислава 2-й степени с мечами (1903)
- Орден Святой Анны 2-й степени с мечами (1904)
- Орден Святого Владимира 4-й степени с мечами и бантом (1904)
- Золотое оружие «За храбрость» (09.02.1907)
- Орден Святого Владимира 3-й степени (1913)
- мечи к Св. Владимира 3-й степени (05.12.1914)
- Орден Святого Станислава 1-й степени с мечами (05.04.1915)
- Орден Святого Георгия 3-й степени (03.11.1915)
- Орден Святой Анны 1-й степени с мечами (14.05.1916)
- Орден Святого Владимира 2-й степени с мечами (23.08.1916)